# 赤井俊文
赤井俊文（日语：／ Akai Toshifumi，1982年8月18日—），日本男性動畫師、人物設計師、動畫演出家、動畫導演。CloverWorks所屬。出身於大阪府。

## 來歷、逸事
赤井俊文從東京動畫師學院畢業後，加入了STUDIO TAKURANKE。僅僅半年後，他就離開了公司，先後在feel.、GAINAX、A-1 Pictures工作，然後加入CloverWorks。
他將梅津泰臣、柳澤正秀、桂憲一郎視為自己尊敬的動畫師，並提到了同一世代的堀口悠紀子。他特別尊敬堀口，以筆名「堀口神」參與了原畫，在為《空·之·音》負責人物設定時，他對堀口的代表作《K-ON！輕音部》的風格非常在意。他甚至負責了堀口以「白身魚」的名義擔任插圖的輕小說《心連·情結》動畫版的人物設定，
2012年，他以《偶像大師》特別篇（第26話）作為演出家首次亮相。從那時起，他在擔任動畫師的同時，也負責每一話的分鏡和演出，並在2016年發布的波特·羅賓森和麥狄恩歌曲「SHELTER」的MV中首次擔任導演。

## 參加作品

### 電視動畫
2004年
- To Heart ～Remember my Memories～（原畫）

2005年
- JINKI:EXTEND（原畫）
- 我的主人（原畫）
- 魔界女王候補生（原畫）
- 初音島 ～Second Season～（原畫、ED原畫）
- 嬉皮笑園Dash！（原畫）
- 到另一個你的身邊去（原畫）

2006年
- BLOOD+（原畫）
- 交響詩篇艾蕾卡7（原畫）
- 犬神！（原畫、OP原畫）
- 獻上女神的祝福（原畫）
- 少女愛上大姊姊（原畫）
- 校園迷糊大王 二學期（原畫）
- 魔法老師!?（原畫）

2007年
- 忍者少女!!（原畫）
- THE SKULLMAN（原畫）
- 魔法少女奈葉StrikerS（原畫、OP原畫）
- 藍蘭島漂流記（作畫監督、原畫、OP原畫）
- 天元突破 紅蓮螺巖（原畫）
- 魔法人力派遣公司（OP原畫）
- 旋風管家（原畫）※堀口神名義。
- 流星之洛克人 TRIBE（原畫）

2008年
- 俗·絕望先生（原畫）
- 龍鳴（原畫）
- 迷宮塔 ～烏魯克之盾～（原畫）
- 狂亂家族日記（原畫）
- 我的狐仙女友（原畫）
- 鐵腕女警 DECODE（日语：鉄腕バーディー DECODE）（作畫監督補佐、原畫作畫監督補佐、設計協力、OP原畫）
- 鶺鴒女神（原畫）
- 向陽素描×365（原畫）
- 強襲魔女（原畫）
- 楚楚可憐超能少女組（原畫）
- 神薙（作畫監督、作畫監督協力、原畫、OP原畫）

2009年
- 鐵腕女警 DECODE:02（日语：鉄腕バーディー DECODE）（OP原畫）
- 虎與龍！（作畫監督、原畫）
- 鋼之鍊金術師 FULLMETAL ALCHEMIST（原畫）
- 戰場女武神（原畫）

2010年
- 空·之·音（人物設定[1]、總作畫監督、作畫監督、原畫、OP作畫、ED分鏡&演出&作畫監督&原畫）
- 閃光的夜襲（原畫）
- 世紀末超自然學院（原畫）
- 戰國BASARA貳（原畫）
- 女僕咖啡廳（OP原畫）

2011年
- 碎之星（作畫監督、作畫監督補佐）
- 惡魔奶爸（ED2原畫）
- 偶像大師（特別篇分鏡&演出、原畫、作畫監督、作畫監督補佐、OP動畫）
- 轉吧！企鵝罐輪（原畫）
- 青之驅魔師（原畫）

2012年
- 在那個夏天等待（原畫）
- 心連·情結（人物設定[2]、ED作畫監督）
- 魔奇少年 The labyrinth of magic（—2013年，人物設定、總作畫監督、作畫監督、原畫、動畫、OP1總作畫監督、ED1作畫監督、OP2作畫監督、ED2作畫監督）

2013年
- 魔奇少年 The kingdom of magic（—2014年，人物設定、總作畫監督、作畫監督、OP1作畫監督、ED1作畫監督、OP2作畫監督、ED2作畫監督）

2014年
- 刀劍神域II（OP原畫）
- 前進吧！登山少女 Second Season（ED分鏡&演出&原畫）

2015年
- 偶像大師 灰姑娘女孩（分鏡、演出、作畫監督、設計工作、原畫）

2017年
- GRANBLUE FANTASY The Animation（人物設定）
- 偶像大師SideM（OP原畫）

2018年
- DARLING in the FRANXX（副導演、分鏡、演出）

2019年
- Fate/Grand Order -絕對魔獸戰線巴比倫尼亞-（導演、分鏡、演出）

2022年
- SPY×FAMILY間諜家家酒（分鏡、演出）

2024年
- WIND BREAKER -防風少年-（導演[3]、分鏡[4]、演出[4]）

### 電影動畫
2007年
- 犬神！THE MOVIE 特命靈能搜查官仮名史郎！（原畫）

2014年
- 劇場版 偶像大師：前往光輝的另一端！（作畫監督）

2021年
- Fate/Grand Order -冠位時間神殿所羅門-（導演）

### OVA
2006年
- 魔法老師!? 春（原畫）

2007年
- KITE LIBERATOR（原畫）

2010年
- 怪物王女（原畫）

2011年
- .hack//Quantum（原畫）

### 網路動畫
2016年
- SHELTER（導演）

### 遊戲
2006年
- 交響詩篇艾蕾卡7 NEW VISION（OP動畫原畫）

2013年
- 偶像大師 百萬人演唱會！（4週年紀念動畫分鏡&演出）

### 其它
2021年
- 偶像大師系列 概念電影2021「VOY@GER（日语：VOY@GER）」（作畫監督、原畫）

## 相關項目
- 堀口悠紀子
- A-1 Pictures
- STUDIO TAKURANKE
- 日本動畫師列表（日语：アニメ関係者一覧）

## 外部連結
- （日語）—赤井俊文的官方個人部落格。
- 赤井俊文的X（前Twitter） （日語）